# Milt Buckner

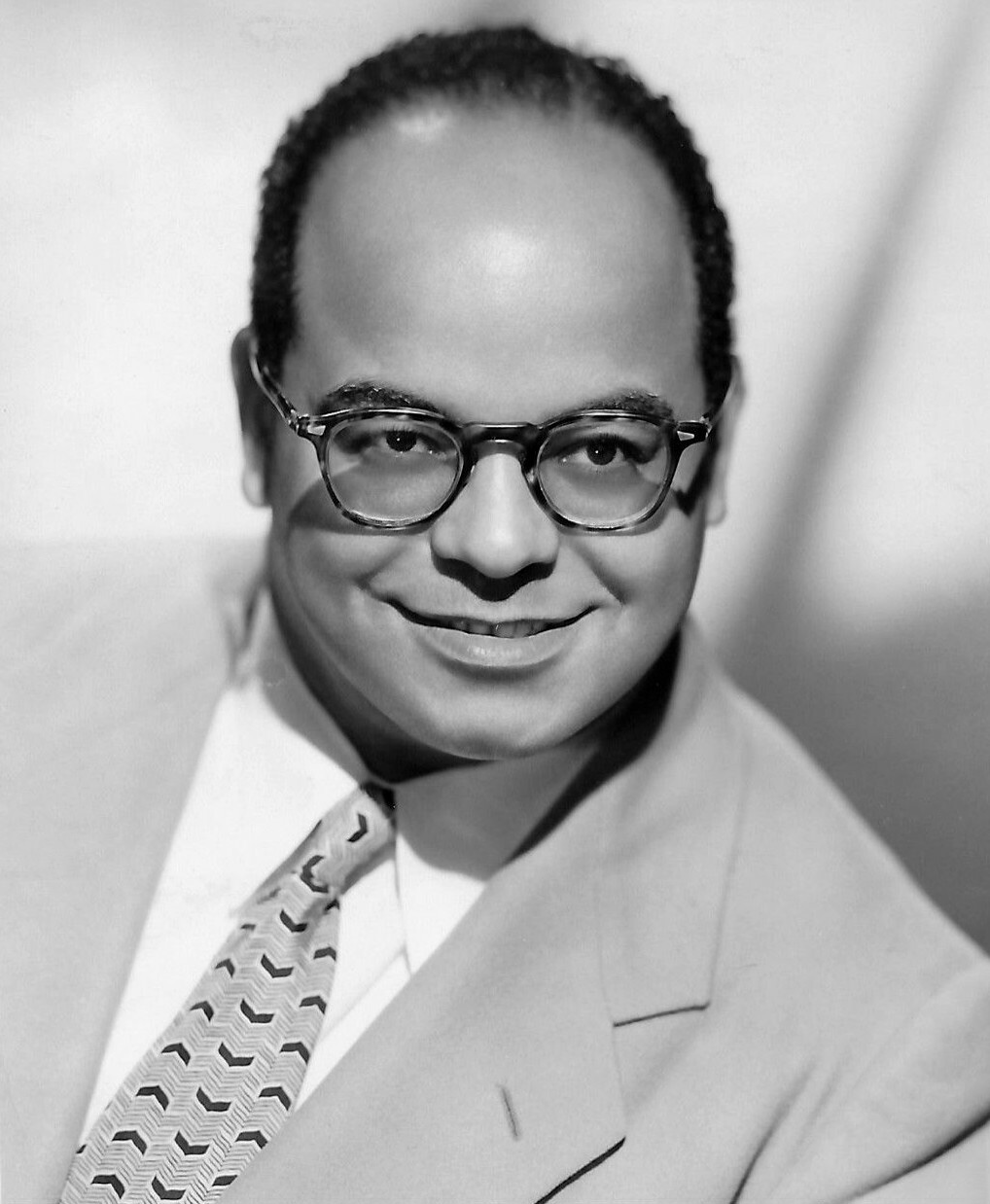

Milt Buckner (10 de julio de 1915, San Luis, Estados Unidos-27 de julio de 1977, Chicago, Estados Unidos) fue un pianista de jazz y organista estadounidense.

## Historial
Milton Brent Buckner nació el 10 de julio de 1915 en San Luis en el estado de Misuri (Estados Unidos). Siendo niño se quedó huérfano y un tío suyo que vivía en Detroit le enseñó a tocar el piano.
En 1941 se unió a la Big Band de Lionel Hampton y en los siete años posteriores desempeñó el papel de pianista y arreglista personal de Hampton. En 1948 abandonó la agrupación de Hampton y dirigió su propia banda durante dos años, tras los cuales volvió con Hampton. Buckner fue un pionero en el estilo de acordes paralelos e influyó a otros pianistas como Red Garland, George Shearing y Oscar Peterson. También fue un pionero en el uso del órgano eléctrico.
Falleció el 27 de julio de 1977 en Chicago, (Illinois, Estados Unidos) cuando tenía 62 años. Su hermano Ted Buckner fue un destacado saxofonista de jazz.

## Discografía
- Vibe Boogie (con Lionel Hampton, 1945)
- Chord a rebop (ídem, 1946)
- Count basement (1956)
- Mighty high (1959)
- Play Chords (1966)
- More Chords (1969)
- Illinois Jacquet with Milt and Jo (1974)
- Green Onions (con Roy Gaines a la guitarra) 1975